# Violet Carson

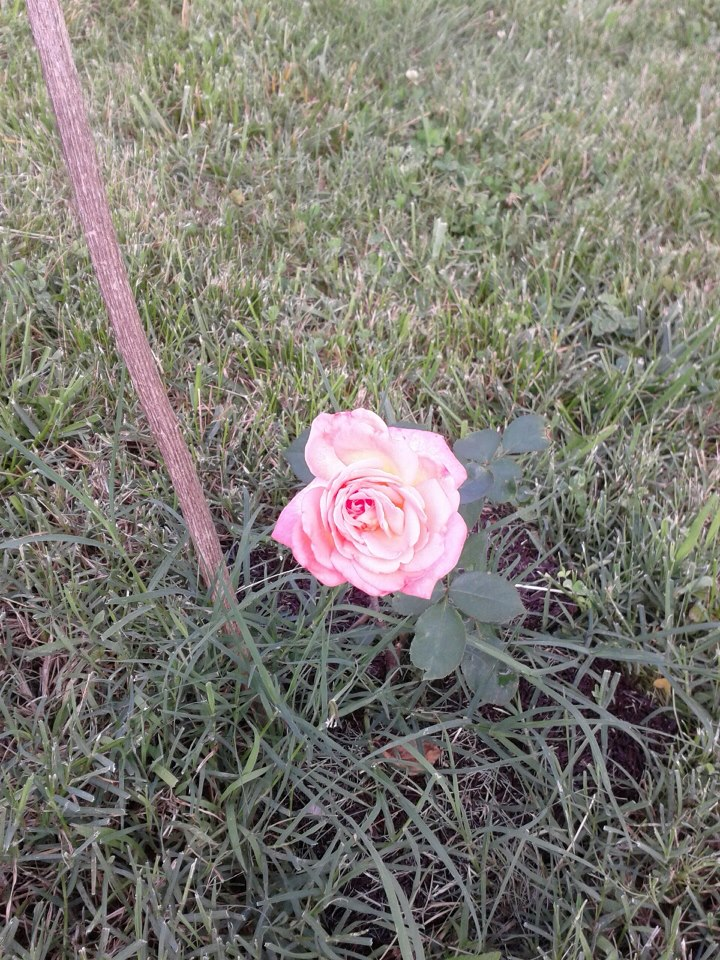
Rosa Violet Carson

Violet Carson è una rosa ibrida ottenuta dall'incrocio della Mme Léon Cuny' (Gaujard, 1955) e della Rosa Spartan (Boerner, 1955), creata da Samuel McGredy IV tra il 1963 e il 1964. È stata chiamata con questo nome in onore dell'inglese attrice Violet Carson.
I fiori semi-doppi raggiungono un diametro medio di 8 centimetri, con un massimo di 35 petali e appaiono in gruppi di 3 a 15. La forma del fiore ha dei petali esterni che si piegano verso l'esterno. Il loro colore che varia da un forte rosa con un centro color crema.
L'arbusto del fiore cresce compatto e cespuglioso, con altezza che varia dai 0,75 a 1,5 metri e circa 1 metro di larghezza.
Il fiore è apparso in particolare nel romanzo a fumetti V per Vendetta, ma nella versione cinematografica è chiamato "Scarlet Carson".